# 坎特伯雷-賓士鎮

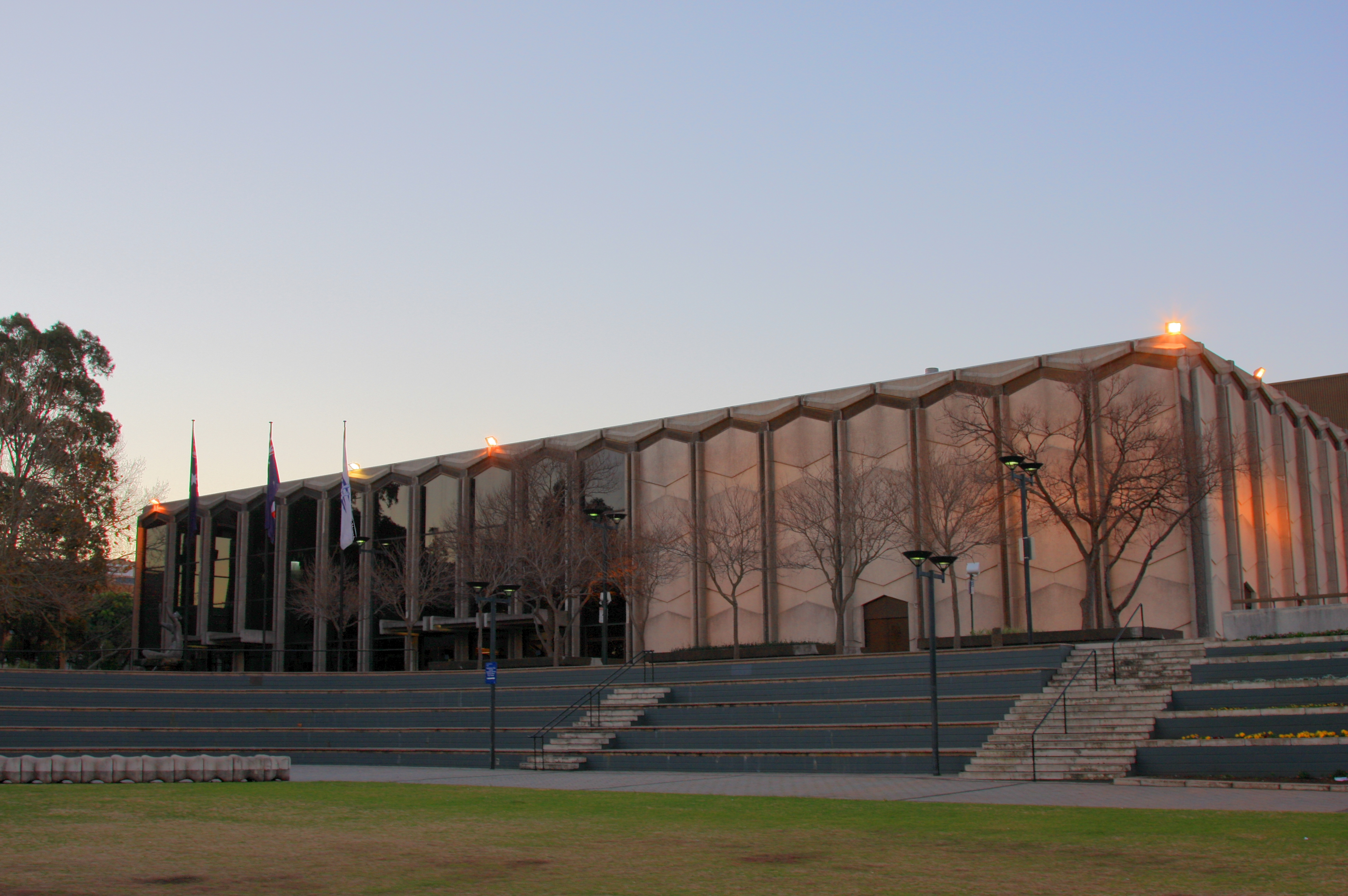
賓士鎮市政廳

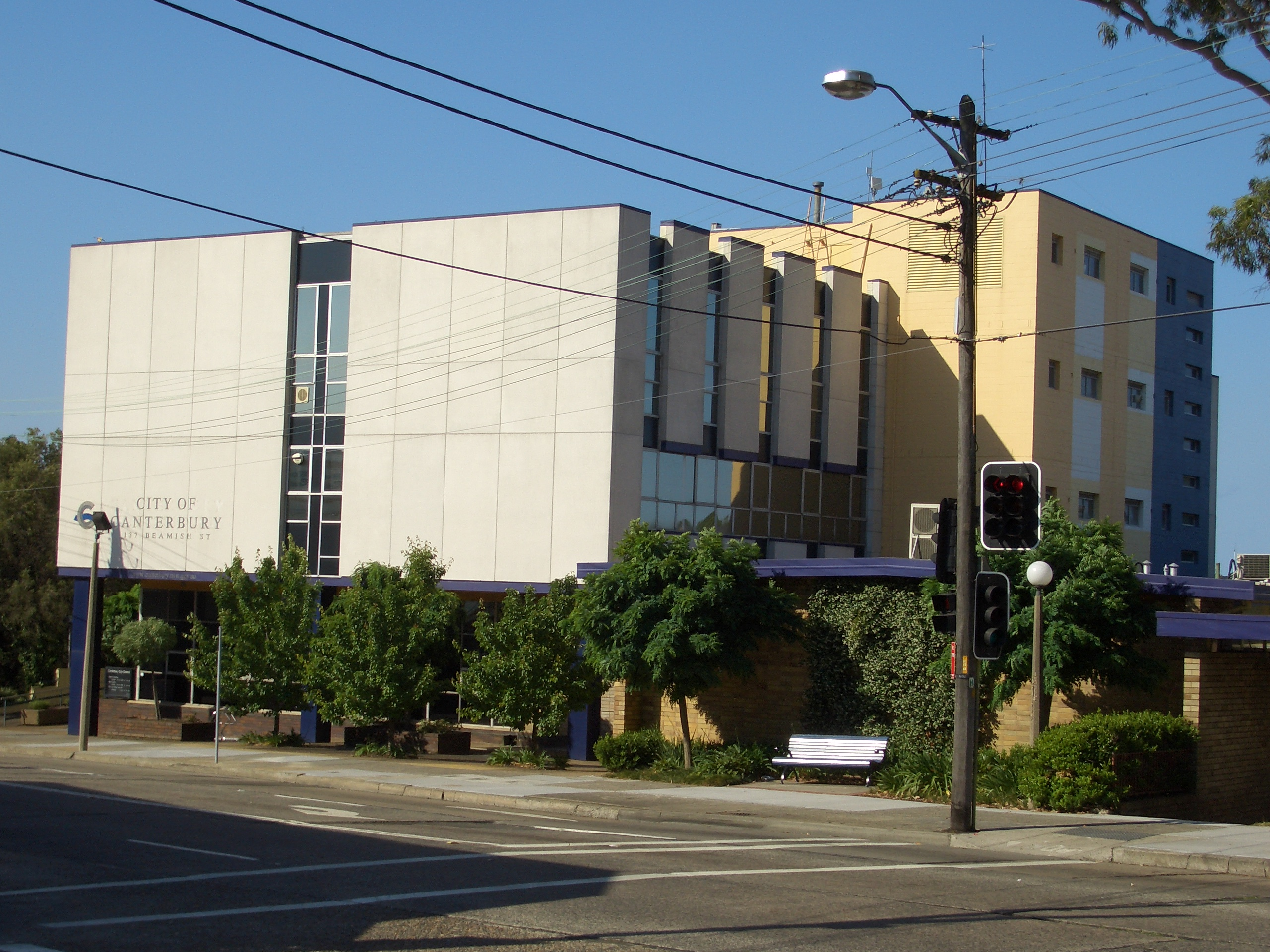
坎特伯雷市政廳

坎特伯雷-賓士鎮（英語：Canterbury-Bankstown）是澳大利亞府城雪梨的區域，包含坎特伯雷市與賓士鎮市兩市，亦稱「內西南」。

## 地理
屬新南威爾斯州，位處悉尼市中心西南端，離悉尼市中心約20公里，喬治斯河流經。

## 歷史
早於十九世紀英國人登陸澳大利亞時，此城就已有人定居。當時是村落，以耕作為主。

## 教育
本地是西雪梨大學的賓士鎮校區所在地。

## 人口
如同雪梨的「內西」，另稱「內西南」的坎特伯雷-賓士鎮是個多元文化社區，許多居民為越南裔、黎巴嫩裔、希臘裔、義大利裔、西班牙裔與非洲裔等，因此在商業和飲食上，也展現了多元文化的特色。